# دوره سنگوکو

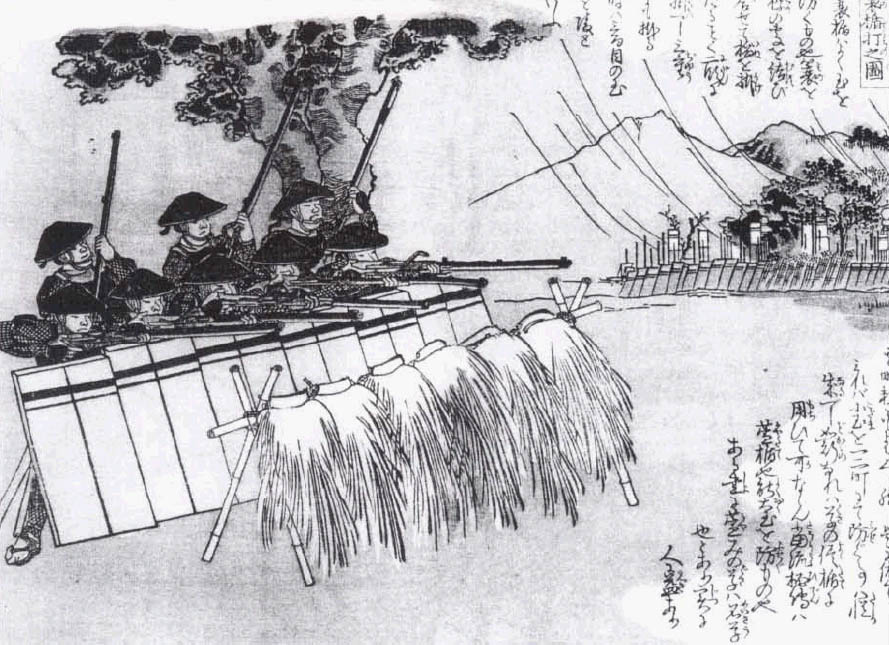
آرکبوزداران ژاپنی اواخر قرن ۱۶. مینیاتور

دوره سن‌گوکو (به ژاپنی: 戦国時代, Sengoku jidai) دوران جنگ‌های داخلی، آشوب‌های اجتماعی و دسیسه‌های سیاسی در ژاپن بود. رویارویی‌های نظامی در این دوران به ندرت قطع می‌شد. دوره سن‌گوکو از میانه‌های قرن پانزدهم تا آغاز قرن هفدهم به درازا کشید. با اینکه استبداد نظامی آشی‌کاگا از همان ساختار نظامی حکومت کاماکورا استفاده می‌کرد و دولتی جنگ‌سالار را بر اساس همان حقوق و وظایف اقتصادی و اجتماعی بنا نهاده بود، در جلب وفاداری دودمان‌های منطقه‌ای دای‌میوها، به ویژه آن‌ها که قلمروشان با کیوتو فاصله داشت، موفقیتی کسب نکرد. از همان آغاز قرن ۱۵، رنج و مکنتی که از بلایای طبیعی همچون زلزله و خشکسالی ریشه می‌گرفت، اغلب باعث شورش‌های مسلحانه کشاورزان بیزار از قرض و مالیات بود.
زمان شروع و پایان دوره سنگوکو مورد توافق همه منابع نیست. برای زمان شروع دوره سنگوکو دو نظریه وجود دارد:
- سال ۱۴۵۴ و آغاز شورش کیوتوکو
- سال ۱۴۶۷ و آغاز جنگ اونین

برای پایان دوره سنگوکو نیز پنج نظریه وجود دارد.
- ۱۵۹۰ پایان محاصره اوداوارا (۱۵۹۰) و وحدت کامل ژاپن به دست تویوتومی هیده‌یوشی
- ۱۶۰۰ پایان نبرد سکیگاهارا
- ۱۶۰۳ آغاز شوگونی توکوگاوا ایه‌یاسو
- ۱۶۱۵ پایان محاصره اوساکا و نابودی خاندان تویوتومی
- ۱۶۳۸ پایان شورش شیمابارا

## قدرت‌های اقتصادی بزرگ
در سال ۱۵۰۸، کانری (معاون شوگون) هوسوکاوا تاکاکونی دستورهای جدیدی در مورد پول رایج به «گروه‌های بسیار ثروتمند» در سراسر ژاپن صادر کرد. می‌توان گفت که این هشت عنصر ثروتمند در آن زمان، بر اقتصاد کشور تسلط داشتند. موارد زیر به عنوان «۸ زایباتسوی اصلی دوره سنگوکو» ذکر شده است.
1. اوئوچی یوشیئوکی
2. هوسوکاوا تاکاکونی
3. اویامازاکی (شهر خودگردان)
4. ساکای (شهر خودگردان)
5. فرستادگان سانمون (山門使節) (سازمانی متشکل از سوهی‌ها (راهبان جنگجو) که توسط شوگون‌سالاری موروماچی در پایان دوره نانبوکوچو برای حفاظت از معبد انریاکو ایجاد شد)
6. معبد شورن
7. معبد کوفوکو
8. معبد انریاکو در کوه هیئی[۱]

## گاهشماری
| تاریخ | واقعه |
| ----- | --- |
| 1467  | آغاز شورش اونین |
| 1477  | پایان شورش اونین |
| 1488  | کاگا ایکی، شورش در ولایت کاگا |
| ۱۴۹۳  | هوسوکاوا ماساموتو در کودتای میئو موفق شد |
| ۱۴۹۳  | هوجو سوئون، ولایت ایزو را تصرف کرد |
| 1507  | آغاز اغتشاش ایشو (اختلاف جانشینی در خاندان هوسوکاوا)                                                                                           |
| 1520  | هوسوکاوا تاکاکونی، هوسوکاوا سومیموتو را شکست داد                                                                                               |
| ۱۵۲۳  | دودمان مینگ کلیه روابط تجاری را با ژاپن به دلیل درگیری به حالت تعلیق درآورد                                                                    |
| 1531  | هوسوکاوا هاروموتو، هوسوکاوا تاکاکونی را شکست داد                                                                                               |
| 1535  | نبرد ایدانو نیروهای خاندان ماتسودایرا شورش آبه ماساتویو را شکست دادند                                                                          |
| 1543  | کشتی امپراتوری پرتغال در تانه‌گاشیما پهلو گرفت، پرتغالی‌ها تبدیل شدند به اولین اروپایی‌هایی که وارد ژاپن شدند و تفنگ شمخال را به ژاپن معرفی کردند |
| 1549  | میوشی ناگایوشی به هوسوکاوا هاروموتو خیانت کرد                                                                                                  |
| 1549  | ژاپن رسماً به رسمیت شناختن چین به عنوان هژمونی منطقه‌ای را پایان داد و سیستم باج‌گذاری چین را لغو کرد                                             |
| 1551  | حادثه معبد تاینی: سوئه هاروکاتا به اوئوچی یوشیتاکا خیانت کرد، به دست گرفتن غرب هونشو                                                           |
| 1554  | پیمان سه جانبه در میان تاکدا شینگن، هوجو اوجی‌یاسو و ایماگاوا یوشیموتو بسته شد                                                                  |
| 1555  | نبرد میاجیما: موری موتوناری، سوئه هاروکاتا را شکست داده و جنگ را ادامه داد تا جای اوئوچی یوشیتاکا دایمیوی غرب هونشو، را گرفت                   |
| 1560  | نبرد اوکه‌هازاما: در یک حمله غافلگیرانه اودا نوبوناگا، ایماگاوا یوشیموتو را شکست داده و او را کشت                                               |
| 1568  | حرکت اودا نوبوناگا به طرف کیوتو برای کنترل شهر و مجبور کردن ماتسوناگا هیساهیده به ترک شهر                                                      |
| 1570  | آغاز نبردهای ایشی‌یاما هونگان |
| ۱۵۷۱  | آغاز کار ناگاساکی (بندر) به عنوان بندر تجاری بازرگانان پرتغالی، با مجوز از دایمیو اومورا سومیتادا                                              |
| 1573  | پایان شوگون‌سالاری آشیکاگا |
| 1575  | نبرد ناگاشینو: اودا نوبوناگا با تاکتیک‌های نوآورانه سواره نظام تاکدا را قاطعانه شکست داد                                                        |
| 1577  | محاصره شیگیسان: اودا نوبوناگا، ماتسوناگا هیساهیده را شکست داد                                                                                  |
| 1580  | پایان نبردهای ایشی‌یاما هونگان |
| 1582  | آکچی میتسوهیده، اودا نوبوناگا را ترور کرد (حادثه معبد هوننو); هاشیبا هیده‌یوشی، در نبرد یامازاکی آکچی میتسوهیده را شکست می‌دهد                   |
| 1585  | عنوان کانپاکو و سشو به هاشیبا هیده‌یوشی عنوان اعطا شد، ایجاد اقتدار غالب توسط او و یک سال بعد نام خانوادگی "تویوتومی " به او اعطا شد.           |
| 1590  | محاصره اوداوارا (۱۵۹۰): تویوتومی هیده‌یوشی خاندان هوجوی اخیر را شکست داد، متحد کردن ژاپن تحت حکومت او                                           |
| 1592  | نخستین تهاجم ژاپن به کره (۱۵۹۸–۱۵۹۲) |
| 1597  | دومین تهاجم ژاپن به کره |
| 1598  | مرگ تویوتومی هیده‌یوشی |
| 1600  | نبرد سکیگاهارا: سپاه شرقی تحت رهبری توکوگاوا ایه‌یاسو، سپاه غربی تحت رهبری خاندان تویوتومی را شکست می‌دهد                                        |
| 1603  | پایه‌گذاری شوگون‌سالاری توکوگاوا |
| ۱۶۱۴  | کلیسای کاتولیک رسماً ممنوع شد و به کلیه مبلغان دستور داده شد که از کشور خارج شوند                                                               |
| 1615  | محاصره اوساکا: به آخرین مخالفت خاندان تویوتومی با شوگون‌سالاری توکوگاوا خاتمه داده شد                                                           |